# Észak-Írország zászlaja

Észak-Írország zászlaja (1952–1973)

Ulsteri tartományi zászló

Észak-Írország egyetlen hivatalos zászlaja jelenleg a „Union Jack”.
A tartomány zászlaja 1952-1973 között az „Ulster banner” volt. A hat megyét jelképező csillag a korona felségjelét viseli, és Ulster vörös kézfeje díszíti azt. Létezik egy ugyanilyen mintájú zászló sárga mezővel is.

## Lásd még
- Az Egyesült Királyság zászlaja